# Fuzaryjne więdnięcie ziemniaka

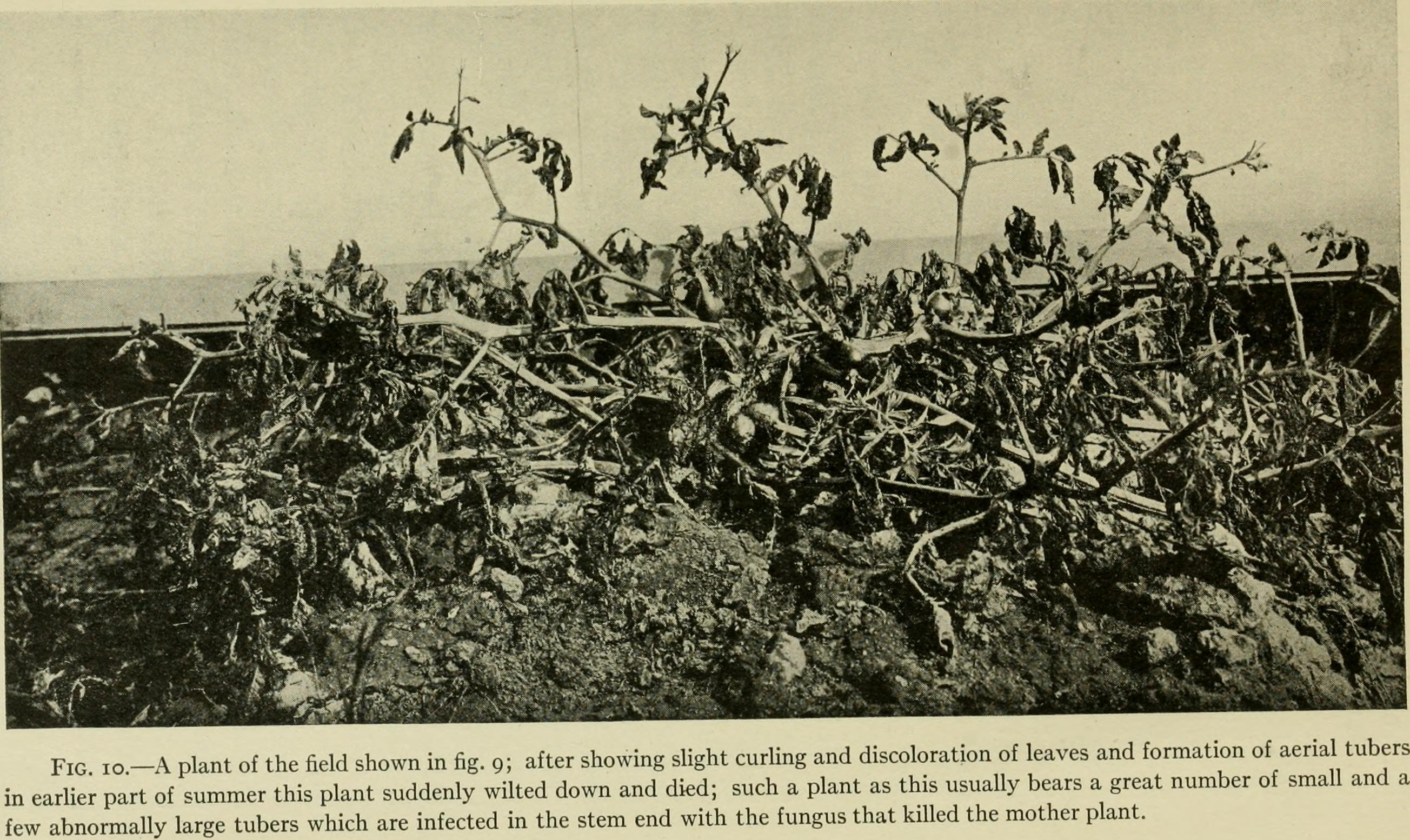
Ziemniaki porażone przez Fusarium oxysporum

Fuzaryjne więdnięcie ziemniaka – grzybowa choroba ziemniaków wywołana przez Fusarium oxysporum.

## Objawy
Fusarium oxysporum to najważniejszy gospodarczo gatunek w rodzaju Fusarium – grzybów powodujących groźne choroby roślin zwane fuzariozami. Jest też jednym z głównych patogenów roślin. Atakuje wiele gatunków roślin. Objawy u ziemniaka są podobne, jak u pomidora, u którego powoduje fuzaryjne więdnięcie pomidora. U porażonych roślin następuje zahamowanie wzrostu, żółknięcie i zamieranie liści. Przy wysokiej temperaturze, zwłaszcza w słoneczne dni, rośliny więdną. Więdnięcie to nie jest jednak spowodowane brakiem wody, gdyż rosnące w pobliżu zdrowe pomidory nie więdną. Gdy choroba jest zaawansowana, porażone rośliny mimo podlewania nie odzyskują już turgoru. Na pędach porażonych roślin występują ciemne smugi, a kora na szczytach pędów pęka. W miejscach tych często występują sporodochia z zarodnikami grzyba. Stanowią one bardzo charakterystyczne dla tej choroby oznaki etiologiczne. Drugą charakterystyczną dla tej choroby cechą jest widoczna na przekroju pędu ciemna barwa wiązek przewodzących.

## Epidemiologia
Patogen przezimowuje w postaci grzybni na pozostałych w glebie resztkach pędów ziemniaka oraz w jego bulwach. Wytwarza też przetrwalnikowe chlamydospory, które w glebie kiełkują. Zakażenie ziemniaków następuje głównie w glebie przez korzenie. W zainfekowanych roślinach grzybnia patogenu rozwija się w wiązkach przewodzących, zajmując całą ich długość. Wydziela przy tym metabolity: kwas fuzariowy, lykomarazminę i wazyfuskarynę. Reagując na te substancje, roślina pomidora wytwarza zatyczki tylozowe, które stopniowo zamykają naczynia. Początkowo utrudnia to przepływ wody przez roślinę, później niemal całkowicie go hamuje.

## Ochrona
Polega na stosowaniu płodozmianu i używaniu do sadzenia tylko zdrowych bulw. Nie stosuje się zwalczania chemicznego – jest nieskuteczne.